# Provincia de Owari
Owari, escrito formalmente como Owari no Kuni (尾張国) era una antigua provincia de Japón que ahora es la mitad oeste de la actual prefectura de Aichi(愛知県). Su abreviatura es Bishu (尾州).
La capital era Inazawa, al oeste de la provincia. Dos de los generales más famosos del período Sengoku de Japón, Oda Nobunaga y Toyotomi Hideyoshi, provenían de esta provincia, y Oda tenía un castillo en Kiyosu.
Tokugawa Ieyasu estableció el shogunato de Tokugawa con su castillo en Nagoya y colocó a uno de sus hijos a cargo del Owari Han, la tenencia más grande fuera del shogunato de Tokugawa.
En 1871 con la abolición de los dominios feudales y del establecimiento de las prefecturas (Haihan Chiken), después de la restauración Meiji, las provincias de Owari y Mikawa fueron unidas para establecer definitivamente la prefectura de Aichi al final de 1872 y alrededor del 1873 ésta se derrumbó.